# Ontario (Oregon)
Ontario és una població dels Estats Units a l'estat d'Oregon. Segons el cens del 2000 tenia 10.985 habitants.

## Demografia
Segons el cens del 2000, Ontario tenia 10.985 habitants, 4.084 habitatges, i 2.634 famílies. La densitat de població era de 948,8 habitants per km².
Dels 4.084 habitatges en un 35,6% hi vivien nens de menys de 18 anys, en un 47,4% hi vivien parelles casades, en un 13,1% dones solteres, i en un 35,5% no eren unitats familiars. En el 30,4% dels habitatges hi vivien persones soles el 15,4% de les quals corresponia a persones de 65 anys o més que vivien soles. El nombre mitjà de persones vivint en cada habitatge era de 2,63 i el nombre mitjà de persones que vivien en cada família era de 3,3.
Per edats la població es repartia de la següent manera: un 30,5% tenia menys de 18 anys, un 11,5% entre 18 i 24, un 24% entre 25 i 44, un 18,6% de 45 a 60 i un 15,4% 65 anys o més.
L'edat mediana era de 31 anys. Per cada 100 dones de 18 o més anys hi havia 85,2 homes.
La renda mediana per habitatge era de 29.173$ i la renda mediana per família de 35.625$. Els homes tenien una renda mediana de 29.775$ mentre que les dones 21.967$. La renda per capita de la població era de 14.683$. Aproximadament el 16,4% de les famílies i el 20,8% de la població estaven per davall del llindar de pobresa.

## Poblacions més properes
El següent diagrama mostra les poblacions més properes.